# 인쇄전자
인쇄전자(영어: Printed Electronics)는 다양한 기판(플라스틱, 필름, 종이, 유리 등)에 전도성, 절연성, 반도체성 등의 기능성 잉크를 인쇄 하듯이 찍어내는 방식으로 만들어진 전자회로 또는 전자제품을 의미한다. 기존의 단단한 기판 뿐 아니라 얇은 필름 등에 찍어낼 수 있기 때문에 플렉서블 디스플레이 또는 스마트 레이블(smart labels) 등에 활용 가능하다.

## 방식
인쇄 공정은 접촉식(contact) 방식과 비접촉식(Non-impact) 방식으로 나눌 수 있다.  접촉식 인쇄방식에는 평판(platen) 인쇄, 롤-평판(flat) 인쇄, 롤투롤(roll-to-roll) 인쇄가 있다. 비접촉식 인쇄방식에는 잉크젯 인쇄가 대표적이다.
프린트 공정에는 평판 위에 찍는 시트 기반 방식(sheet-based), 그리고 라미네이션 프로세스를 이용한 롤투롤(roll-to-roll) 방식의 두가지가 있다. 전자는 보다 정밀한 인쇄가 가능하나 큰 면적에 적용할 수 없다는 단점이 있으며, 후자는 시트 기반 방식에 비해 정밀도는 다소 떨어지나 큰 면적에 적용할 수 있다.
인쇄전자에는 전자회로를 구성할 물질로 제작된 특수한 잉크가 사용되며, 설계된 회로 패턴을 잉크젯 프린터 또는 라미네이터로 대상 물체에 찍어내는 것이 프린트 공정의 핵심이 된다. 따라서 프린터 또는 라미네이터의 구동 기술 및 특수 잉크 제작이 인쇄전자 기술의 중심이라고 할 수 있다.

## 응용분야
인쇄전자 방식의 장점은 낮은 가격으로 전자회로를 생산할 수 있다는 점, 그리고 전자회로를 얇고 작은 물체에 생성시킬 수 있다는 점, 친환경 생산이 가능하다는 점 등이다. 이러한 점에서 인쇄전자는 모든 물체가 통신기능을 갖추도록 하는 사물인터넷 기술에 유용한 기술이라 할 수 있다. 현 단계에서는 인쇄전자 기술이 RFID 태그 제작에 적용되고 있으며, 추후 메모리, 디스플레이, 전지, 조명, 센서 등에 널리 적용될 것으로 전망된다.

## 같이 보기
- 전자종이
- 플렉서블 전자회로
- 올리고머